# Kohneh Kālbād
Kohneh Kālbād (persiska: Kohneh Kolbād, كهنه كلباد, کهنه کالباد) är en ort i Iran.   Den ligger i provinsen Golestan, i den norra delen av landet, 250 km nordost om huvudstaden Teheran. Kohneh Kālbād ligger 3 meter över havet och antalet invånare är 339.
Terrängen runt Kohneh Kālbād är varierad. Runt Kohneh Kālbād är det ganska tätbefolkat, med 75 invånare per kvadratkilometer. Närmaste större samhälle är Now Kandeh, 3,9 km öster om Kohneh Kālbād. I omgivningarna runt Kohneh Kālbād växer i huvudsak blandskog.